# إيفان كوزنيتسوف (متزحلق جبال الألب)
إيفان كوزنيتسوف هو متزحلق جبال الألب روسي، ولد في 8 يونيو 1996.

## وصلات خارجية
- إيفان كوزنيتسوف على موقع الاتحاد الدولي للتزلج (التزلج على المنحدرات الثلجية) (الإنجليزية)
- إيفان كوزنيتسوف على موقع اللجنة الأولمبية الدولية (الإنجليزية)
- إيفان كوزنيتسوف على موقع أوليمبيديا (الإنجليزية)